# Holly Hibbott
Holly Hibbott (née le 13 décembre 1999) est une nageuse britannique, spécialiste du 400 m nage libre.

Elle remporte la médaille d’argent sur cette distance lors des Jeux du Commonwealth de 2018, ainsi que la médaille de bronze aux championnats d’Europe, derrière Simona Quadarella et Ajna Kesely. 